# ترانه یخ و آتش
ترانه یخ و آتش یا نغمه یخ و آتش (به انگلیسی: A Song of Ice and Fire) رمانی به سبک خیال‌پردازی حماسی و گریم دارک اثر نویسنده آمریکایی جرج آر. آر. مارتین است. مارتین نگارش این داستان را از سال ۱۹۹۱ با نوشتن بازی تاج‌وتخت آغاز کرد و نخستین جلد آن در سال ۱۹۹۶ منتشر شد. این رمان برای ۷ جلد برنامه‌ریزی شده و تا کنون ۵ جلد آن انتشار یافته‌است. این مجموعه تا ژانویه ۲۰۱۷ به ۴۷ زبان ترجمه شده و چهار جلد از آن در فهرست پرفروش‌ترین‌های نیویورک تایمز قرار گرفته‌است. قسمت عمده‌ای از این داستان در سرزمینی خیالی به نام «وستروس» رخ می‌دهد و همچنین سرزمینی وسیع در شرق بنام «اسوس». داستان همیشه از زبان اشخاص ثالث نقل می‌شود و هر بخش از کتاب از زبان یک فرد و از زاویه دید وی نقل قول می‌شود. تا پایان کتاب و در حال حاضر این داستان از دیدگاه سی و یک شخصیت داستان نقل می‌شود که در نقاط مختلف جغرافیایی قرار دارند همچنین این مجموعه یکی از بهترین مجموعه کتاب‌های حماسی از نظر منتقدین است و چیزی حدود ۹۰ میلیون نسخه از آن در سرتاسر جهان به فروش رفته‌است.

## آثار مربوط به این سری

#### ماجراهای دانک و اگ
ماجراهای دانک و اگ، سه رمان کوتاه است که وقایعش نود سال پیش از وقایع سری اصلی اتفاق می‌افتد. از ویژگی‌های آن، ماجراهای سِر دانکن بلند (Duncan the Tall) و به همراه اِگ (Egg)، که بعداً در طی اتفاقاتی به پادشاه اگان تارگرین پنجم (پانزدهمین شاه تارگرین) تبدیل می‌شود. داستان هیچ اتصال مستقیمی به طرح ترانه یخ و آتش ندارد، هر چند هر دو شخصیت در آن ذکر می‌شوند (یورش شمشیرها و ضیافتی برای کلاغ‌ها). قسمت نخست آن شوالیه پرچین، در سال ۱۹۹۸ و شمشیر قسم‌خورده در سال ۲۰۰۳، منتشر شدند که بعداً هر دو به رمان گرافیکی تبدیل شدند. رمان سوم، با عنوان شوالیه مرموز، برای نخستین بار در ۲۰۱۰ منتشر شد و همچنین مارتین برای نخستین بار سه رمان کوتاه را به عنوان یک مجموعه در سال ۲۰۱۴ منتشر کرد. وی تا هشت قسمت برای مجموعه دانک و اگ برنامه‌ریزی کرده‌است.

#### آثار چاپ شده در مجموعه داستان‌ها
رمان پرنسس و ملکه یا سیاه‌ها و سبزها در تور کتاب ۲۰۱۳ در گلچین کتاب زنان خطرناک منتشر شد. این کتاب دو سده پیش از وقایع سری رمان‌های اصلی است، و پیش‌زمینه خاندان تارگرین را توضیح می‌دهد. شاهزادهٔ شریر یا برادر پادشاه نیز در سال ۲۰۱۴ منتشر شد.

#### جهان یخ و آتش: تاریخ ناگفته وستروس و بازی تاج و تخت
این کتاب یک مجموعه تاریخ مصور است که به وسیله یکی از اساتید جهان وستروس نوشته شده و حاوی مطالب جدیدی نسبت به سری اصلی است. این کتاب به شکل یک کتاب تاریخ واقعی نگرش شده و می‌تواند حاوی اطلاعات غلط باشد.

#### آتش و خون
این کتاب روایتگر تاریخچه خاندان تارگرین است و به دوره حکومت این خاندان بر وستروس می‌پردازد. سریال خاندان اژدها از بخشی از این کتاب اقتباس شده است.

#### پیدایش اژدها
این اثر مانند آتش و خون بیانگر تاریخ خاندان تارگرین است. سبک نوشتار آن برخلاف آتش و خون حالت کتاب مرجع دارد و مشابه جهان آتش و یخ است. به جز مقدار کمی محتوای تاریخی جدید و تصویرسازی مخصوص این اثر، اکثر محتوای این کتاب تفاوتی با آتش و خون ندارد و برخلاف تصور اولیه، ادامه‌ای بر آتش و خون نیست.   